# Dichelacera fuscinervis
Dichelacera fuscinervis är en tvåvingeart som först beskrevs av Barretto 1950.  Dichelacera fuscinervis ingår i släktet Dichelacera och familjen bromsar. Inga underarter finns listade i Catalogue of Life.